# Józef Kostrzewski (lekarz)
Józef Karol Kostrzewski (ur. 22 stycznia 1883 w Krakowie, zm. 5 kwietnia 1959 tamże) – polski lekarz epidemiolog, mikrobiolog.

## Życiorys
W 1908 r. ukończył studia na Wydziale Lekarskim Uniwersytetu Jagiellońskiego, a następnie został asystentem w Klinice Chorób Wewnętrznych. Rok później wyjechał do Kopenhagi, gdzie rozpoczął roczne studia w Państwowym Zakładzie Wyrobu Surowic (były one jedynym lekiem stosowanym przy chorobach zakaźnych). Po powrocie do Krakowa kontynuował pracę w Klinice Chorób Wewnętrznych, w marcu 1914 r. przeniósł się na Oddział Chorób Zakaźnych Szpitala im. św. Łazarza. Po wybuchu I wojny światowej został zastępcą prof. Romana Nitscha w Zakładzie Bakteriologii Twierdzy Kraków. 5 października 1917 r. został ordynatorem Oddziału Zakaźnego i Kierownikiem w Pracowni Bakteriologicznej Szpitala św. Łazarza. Pomiędzy 1920 a 1925 r. prowadził prace badawcze nad czerwonką, był jednym z pierwszych lekarzy, którzy wykryli we krwi chorych pałeczki tej choroby. Od 1925 r. był członkiem redakcji "Polskiej Gazety Lekarskiej", funkcję tę pełnił do września 1939. W 1929 r. został profesorem Uniwersytetu Jagiellońskiego, a następnie pracował nad durem brzusznym. Opublikował prace na temat przebiegu tej choroby, w 1932 r. opisał przebieg nawrotowego duru wysypkowego. Jego współpracownikiem był Mieczysław Bilek. Podczas II wojny światowej prowadził tajne wykłady z zakresu chorób zakaźnych w konspiracyjnym Uniwersytecie Jagiellońskim. Aresztowany podczas Sonderaktion Krakau, zwolniony ze względu na wykonywany zawód. Po wyzwoleniu powrócił do pracy naukowej, został również przewodniczącym komitetu redakcyjnego Przeglądu Lekarskiego. W 1950 otrzymał tytuł profesora Collegium Medicum Uniwersytetu Jagiellońskiego. W 1951 r. powstała Akademia Medyczna, a Oddział Zakaźny został przemianowany na Katedrę i Klinikę Chorób Zakaźnych i Epidemiologii, którą Józef Kostrzewski kierował do 1957. Zmarł w 1959, spoczął na cmentarzu Rakowickim (4 pas wschodni).

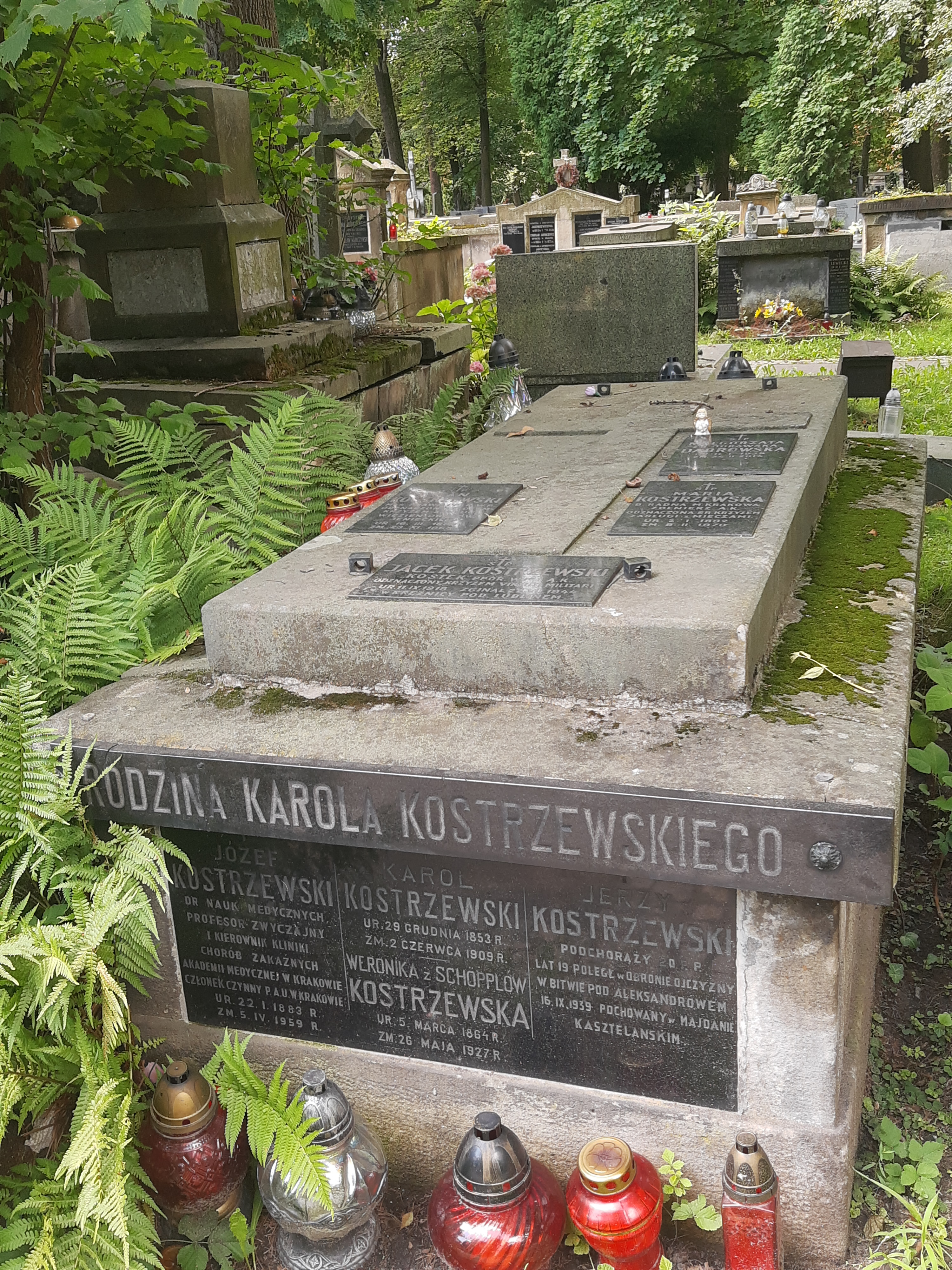
Grób prof. Józefa Kostrzewskiego na cmentarzu Rakowickim

Jego bratankiem był Jan Karol Kostrzewski.

## Dorobek naukowy
Jego prace naukowe dotyczyły chorób zakaźnych: duru brzusznego, czerwonki, a szczególnie tężca. Badał towarzyszące tężcowi zaburzenia przemiany materii i gospodarki tlenem i oddychania tkankowego. Wprowadził do leczenia tej choroby insulinę, ponieważ odkrył, że substancja ta hamuje syntezę Ach.

### Publikacje
- "Czerwonka bakteryjna" /1927/;
- "Błonica" /1938/;
- "Dur brzuszny" /1946/;
- "O kilku ostrych chorobach zakaźnych" /1947/;
- "Tężec" /1954 Wyd.II 1957/.

## Członkostwo
- Wydział Lekarski PAU,
- Komitet Nauk Medycznych PAN,
- wiceprezes Krakowskiego Towarzystwa Lekarskiego (1920-21),
- honorowy członek Krakowskiego Towarzystwa Lekarskiego.

## Odznaczenia
- Order Sztandaru Pracy I Klasy;
- Krzyż Oficerski Orderu Odrodzenia Polski;
- Medal 10-lecia Polski Ludowej;
- Nagroda Państwowa II stopnia.